# 英雄 (电视剧)
《超異能英雄》（英語：Heroes，台譯：《超異能英雄》，又譯為《英雄》、《天驕》、《異能英雄》），是美國NBC電視台於2006年9月25日首播的電視劇。它主要講述了一群常人發現自己的超能力（例如心靈感應、時空控制、飛行、自癒能力、產生並控制閃電、控制電子設備等）的人，及其超能力如何影響他們的生活的故事。本劇參考了美國超級英雄類漫畫的風格，採用多條支線情節同時發展，並彙集於一條大主線的故事結構。此劇主要是在洛杉矶拍攝。
2015年，NBC推出了續集《英雄重生》，但市場反應不佳。

## 人物

### 主要角色

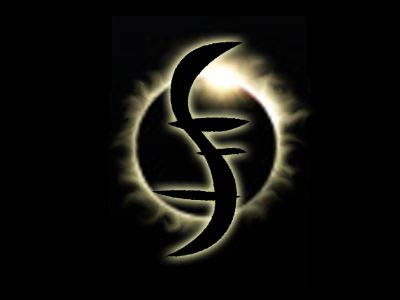
半边DNA双螺旋和日全食时出现的贝利珠现象是本剧的标志性图案。

- 皮特·佩里（英文名：Peter Petrelli，由米洛·文提米利亞飾演，配音：香港黃啟昌）

内森的弟弟，前臨終護理護士、救傷車的醫務輔助人員，具有极强的同情心和正义感，但也容易做错事。能在一定範圍內，當對方使用能力時，自動複製並擁有別人異能。在第2季初失去記憶；在第3季中，被其父親亞瑟·佩特里吸收其所有的能力。在其後與奈森的打鬥中注射了血清後獲得特殊的異能複製能力，每次只能通过直接肢体接触的方式複製並吸收一種異能；但每吸收一種異能，便喪失之前吸收過的異能。
- 納森·佩特里（英文名：Nathan Petrelli，由艾德里安·派斯達（英语：Adrian Pasdar）飾演，配音：香港陳欣）

彼得的哥哥、克萊爾的親生父親，美國紐約參議員，前律師、美國參議院委員會主席、前美國國會議員，前美國海軍軍官（飛行員）。有很强的领导力，有正义感，事业心强，平时忙于公务，很少关心弟弟。擁有飛行能力，不過是後天獲得。在前2季中2次拯救世界。在第3季中逐渐理解父亲亞瑟要改造世界的激进想法后，曾自信地当面要求还对自己保有敌意的亞瑟把派恩赫斯特（Pinehearst）公司領導人的职位让给自己。派恩赫斯特倒台后，又去劝说美國總統會面成立一個組織去對付和隔离異能人的组织，导致異能者被大批逮捕。
- 中村廣（日文拼音：Hiro Nakamura，由岡政偉飾演，配音：香港李致林）

前東京山形（Yamagato）企業的電腦程式設計師，山形企業的行政總裁中村楓翔的兒子。能夠控制時空，也可以通過身體接觸而帶領他人穿梭時空。童心未泯，喜爱看漫画书。后来廣繼承父業，成為山形企業的行政總裁。
- 安藤正桥（日文拼音：Ando Masahashi，由李諸赫飾演，配音：香港黎景全（第一季1-12集）；伍博民（第一季13集起））

安藤是阿宽的发小玩伴和公司同事，与阿宽有着格外深的友情，但不像阿宽那么沉迷于ACG内容。阿宽让安藤相信自己拥有超能力后，把没有超能力的安藤也拉进了拯救世界的队伍。他後來也注射血清，後獲得一種紅色閃電超能力。安藤的閃電可以作攻或作支援 (閃電可以增強他人超能力)。
- 塞拉／加百列·葛瑞（港譯郭基保／朴基保）（英文名：Sylar／Gabriel Gray，由柴克瑞·恩杜飾演，配音：香港陳卓智）

本名加百列·葛瑞，鍾錶修匠，曾為疯狂夺取超能力而成为连环杀手。本身的異能是看透與分析事物的運行，在將異能者頭蓋骨鋸開殺害后，再用超能力察看其腦部，就可以學習該種超能力。曾失手殺死自己的母親，但后来得知其亲生母亲另有其人。在得知自己一步步變坏是被别人操纵之故后，逐渐改邪歸正。
- 克萊爾·班奈特（英文名：Claire Bennet，由希丹·彭尼蒂亞飾演，配音：香港曾秀清）

諾亞和珊卓拉養女，其親生父母為奈森及美樂蒂，住在德州的奧迪沙。是大學學生和前啦啦隊隊長、前漫畫店店員，擁有自癒能力，細胞能快速再生，身體受到嚴重創傷最後都能不治而癒。當後腦被硬物阻擋時會進入假死狀態，直至取出硬物後才能痊癒。
- 莫辛德·舍瑞西（英文名：Mohinder Suresh，由山德希爾·拉曼穆西（英语：Sendhil Ramamurthy）飾演，配音：香港雷霆）

來自印度的基因學教授、計程車司機、前派恩赫斯特公司特工、前公司醫學工程師兼特工。他所大力研究的关于人类异常进化的理论无人问津。到紐約調查其父親錢達的死因，發現了他父親留下的一份包含32位超能力者的名單。舍瑞西的血液中有治療對異能人有害病毒的抗體。
- 諾亞·班奈特（英文名：Noah Bennet，由傑克·科爾曼飾演，配音：香港林保全）

克萊爾養父，常被稱做貝先生。前國土安全部特工、前第一紙廠（其實是研究人類異能的秘密機構）分區經理、前公司特工、前公司教練。無異能。後來背叛公司，最後被迫回到公司做事以換取家人安全。在第一紙廠倒閉後，曾以避免克萊爾被政府逮捕为合作条件，為奈森和丹寇賣命。
- 妮琪·桑德斯（港譯辛麗琪）（英文名：Niki Sanders，由艾麗·拉特飾演，配音：香港鄭麗麗）

迪爾之妻，彌迦的母親，住在拉斯維加斯，賭場和網路上的脫衣舞孃、前公司特工。擁有多重人格，另一個人格非常强势，表現為她死去的姐姐潔西卡（Jessica），有暴力傾向，能使出巨大的力量。
- 彌迦·桑德斯（港譯辛明介）（英文名：Micah Sanders，由諾亞·葛雷-卡貝（英语：Noah Gray-Cabey）飾演，配音：香港林丹鳳）

迪爾和妮琪的兒子，天才少年，學生，能與機器和電子設備溝通並控制。本來注定要在紐約被核爆殺死，但因為奈森帶走彼得，而避過死亡的命運。
- 翠西·斯特勞斯（港譯冼翠絲）（英文名：Tracy Strauss，由艾麗·拉特飾演）

樣貌與妮琪一樣，妮琪、芭芭拉的同卵三胞胎姊妹，政治顧問、前奈森助手、前派恩赫斯特公司顧問。能力是冰凍任何接觸到的物件。
- 海地人利恩（英文名：René，由吉米·尚-路易斯（英语：Jimmy Jean-Louis）飾演，配音：香港曹啟謙）

通稱海地人、公司特工、班奈特的助手。可令異能無效化，閱讀及清洗記憶。
- 艾莉·畢肖普（英文名：Elle Bishop，由克莉絲汀·貝爾飾演）

鮑勃之女，前公司特工、前派恩赫斯特（Pinehearst）公司特工。能產生、控制閃電。因為父親的緣故，所以從小就在實驗中度過，因而對世事懵懂無知。她對彼得和塞勒都有过好感。
- 安吉拉·佩特里（英文名：Angela Petrelli，由克莉絲汀·露絲（英语：Cristine Rose）飾演）

彼得、奈森之母，亞瑟之妻。个性虚伪，亦正亦邪，能從夢中預測未來。她是照片中12位公司創辦人其中一位，曾参与策划炸燬紐約，后接替鲍勃成為公司的領導人。
- 瑪雅·海萊納（英文名：Maya Herrera，由丹妮亞·拉米雷茲飾演）

能隔空殺人，眼睛流出的黑淚（毒素）會令身邊的人慢慢中毒而死亡。但她无法控制能力，因此與亞歷山卓從墨西哥偷渡到美國，尋找莫辛德替她解除毒淚之咒。

### 次要角色
- 中村楓翔（日文拼音：Kaito Nakamura，由喬治·武井／尾崎英二郎（演40歲時）共同飾演）

廣之父，前東京山形企業的行政總裁，照片中12位公司創辦人其中一位，前公司成員及高層。由其墓碑上可知其姓名漢字寫法為「中村楓翔」。在「 Heroes第2季未播出片段」中可知楓翔的能力是看透局面的變化和運算出結果，在股票市場上很了得。
- 珊卓拉·班奈特（香港为貝桑德）（英文名：Sandra Bennet，由艾希莉·克勞（英语：Ashley Crow）飾演）

克萊爾養母，現與諾亞離婚，养有一隻狗。無異能。珊卓拉與諾亞的婚姻是公司撮合的结果。
- 亞當·蒙洛（劍聖武藏）（英文名：Adam Monroe（Takezo Kensei）,由大衛·安德斯飾演）

生於17世紀的英國人，自私自利的酒囊饭袋，跨海來到日本當武士，是中村廣雄小時候聽他父親所說的故事裡面所說的劍聖。在17世紀曾得到廣的幫助，但不成器。超能力是自癒，活了400年。殺死了「照片中12位上一代異能人」中的一些人，成为广的杀父仇人。
- 亞瑟·佩特里（英文名：Arthur Petrelli，由羅伯特·弗斯特飾演）

彼得和奈森之父，安琪拉的丈夫。前林德曼組織成員，派恩赫斯特公司領導人，前美國陸軍軍官，也是照片中12位公司創辦人其中一位，曾参与策划炸燬紐約。能通過身體接觸奪取對方異能，被吸者將會喪失超能力。亞瑟拥有极多的超能力，是一个有精明强干、不择手段、不顾后果的激进派人物。不料自己好不容易培养为政界精英的兒子奈森却处处要和自己的阴谋较劲。在暗殺親生兒子的计划泄露后，被气愤的妻子安琪拉下藥毒害。麥特·帕克曼秘密救走了奄奄一息的亞瑟，并制造了其假死的证明，期待日后东山再起的亞瑟能成为自己的靠山。亞瑟在第3章抢夺了亚当的自愈能力，恢复了元气。亞瑟后威逼利诱地拉拢了一群恶人，阴谋抢夺被前任公司同事严加保护的超能力分子式，以开发出可随意赋予普通人特定超能力的针剂。
- 麥特·帕克曼（英文名：Matt Parkman，由奎格·葛朗博（英语：Greg Grunberg）飾演，配音：香港招世亮、陈永信（第3章第7集开始））

洛杉磯警局探員、前紐約警局探員、前洛杉磯警局警官、前私家守衛，會讀心術，并借助异能屡破疑案。後發展出思想控制、製造幻象和進入「夢」中的能力。在第4章中被政府逮捕和在班機墜毀時逃脫，更在艾席克的閣樓地板上畫了華盛頓特區爆炸的情景出來。曾与亦正亦邪的達芙妮相爱。
- 丹尼爾·林德曼（英文名：Daniel Linderman，由馬爾科姆·麥克道威爾飾演，配音：香港黃子敬）

第1季的公司領導人、迪爾組織創辦人、前美國陸軍軍官下士，社会名流，阴谋家。能夠治療他人或其他生物，但不能救回死人。是照片中12位上一代異能人的其中之一。奈森參選的最大支持人。
- 穆利·帕克曼（英文名：Maury Parkman，由艾倫·布魯門菲爾德（英语：Alan Blumenfeld）飾演）

麥特之父，在麥特13歲時離家出走，是照片中12位公司創辦人其中一位。能力幾乎與麥特相同，但更强，可讀心術、思想控制、阻止他人向自己讀心、製造惡夢和幻像。曾为更好地保护儿子而为失势的亞瑟长期卖命，后被出卖。
- 錢達·舍瑞西（英文名：Chandra Suresh，由艾立克·阿瓦里（英语：Erick Avari）飾演）

莫辛德之父，人類學教授、計程車司機，年轻时曾作为科学家參加美國政府在亞利桑那州的考約特桑營地所展開的一場研究異能者的計劃。女儿香緹死于一种神秘病毒的感染。他后来透過人类基因组计划的資料，找到幾十名可能潛在擁有能力的人，但被能力觉醒的塞勒殺害。無異能。
- 茉莉·沃克（英文名：Molly Walker，由阿黛爾·提敍勒（英语：Adair Tishler）飾演，配音：香港何璐怡）

詹姆士的親生女兒、受麥特和莫辛德的監護。擁有千里眼的能力，可以找出世上任何人的位置（只要知道想要尋找之人的特徵（姓名、長相等））。父母親被塞勒殺害。
- 達芬妮·密爾布魯克（英文名：Daphne Millbrook，由布瑞亞·格蘭特飾演）

信差、前小偷、前派恩赫斯特公司特工，麥特的女友。偷了廣的其中一半的「異能分子化學方程」，是一個擁有飛快速度的人。經過安藤的異能強化後，能快得穿越時空。曾与麥特相爱。
- 美樂蒂·高登（英文名：Meredith Gordon，由捷莎琳·吉爾西格（英语：Jessalyn Gilsig）飾演）

克萊爾的親生母親，福林特的姊姊，公司特工，能產生赤色的火焰。十多年前離開奈森後隱居，在克萊爾一歲多時被公司派來的諾亞和克勞德襲擊，女兒也被公司抱走。在第3季第8集時顯示出曾與公司曾合作，最後決裂，並造成了第1季开场的火車事故。
- 威斯特·羅森(香港为盧偉思)（英文名：West Rosen）

學生，克萊爾第2季時的男友，擁有飛行能力。曾被公司做過記錄，因此對當時捕捉他的諾亞恨之入骨。
- 迪爾·霍金斯(香港为侯達龍)（英文名：D.L. Hawkins，由里歐納德·羅伯茲（英语：Leonard Roberts）飾演，配音：香港翟耀輝）

全名丹尼爾·勞倫特·霍金斯（Daniel Lawrence Hawkins），彌迦之父。曾是逃犯，被嫁禍偷去了林德曼200萬，後來指控被撤消，成為建築工人、消防員。能暢通無阻地穿透物體（包括有生命或無生命物體，如人、火），也可通過身體接觸而令其他人具有穿透性。
- 艾席克·曼迪茲（英文名：Isaac Mendez，由山提亞哥·卡布雷拉（英语：Santiago Cabrera）飾演，配音：香港蘇強文）

畫家、漫畫作者，能預知未來，並透過畫畫記錄未來。在前期需要使用毒品才能發揮出能力，後來能控制自由使用。他創作的連載漫畫《第九奇蹟》（9th Wonders）實際上畫的是未來發生的事情。
- 鮑勃·畢肖普（英文名：Bob Bishop，由史提芬·托伯洛斯基（英语：Stephen Tobolowsky）飾演）

艾莉之父，前第一紙廠分區銷售經理，是照片中12位上一代異能人的其中之一。異能為点金術，能把任可物質變成純金。第2季的公司領導人。
- 亞歷山卓·海萊納(香港为倪林)（英文名：Alejandro Herrera，由夏林·歐提茲（英语：Shalim Ortiz）飾演）

瑪雅的弟弟，不受瑪雅的黑淚所影響。只要握住瑪雅的手，就能淨化瑪雅的能力（吸收瑪雅的毒素）。
- 山謬·蘇立文（英文名：Samuel Sullivan，由羅伯特·克耐普飾演）

第4季反派，在兄長喬瑟夫死後繼承嘉年華的領導人地位。自私自利，谎话连篇，能夠控制大地和墨水。且当附近的异能者数量增加时，其能力的破坏力能够快速倍增，甚至能制造强地震。他希望把異能者都納入他的“家庭”，所以他威逼利诱招攬彼得、克萊爾、塞勒、廣和翠西等众人加入他的嘉年華团体。他殺害了他的哥哥喬瑟夫，以擺脫他的控制。在第18集想透露揭示諾亞的過去，以拉攏克萊爾到自己一方，不過計劃失敗。在阴谋败露、众叛亲离后，山謬因為沒有其他異能者增幅他的能力，而被打敗。
- 琳達（英文名：Lydia，由道恩·歐利維利（英语：Dawn Olivieri）飾演）

嘉年華的成員。能夠感應到人的感情、想法、慾望。有一個姊姊和女兒。她經常與山謬一同使用能力，山謬把墨水注入她的身體來變成紋身顯示，而琳達則用能力感應該人。在發現山謬是杀死喬瑟夫·蘇立文的真兇后，曾企圖控制塞勒殺死山謬，卻反而令塞勒獲取了她的能力。被伊萊槍殺前，通過能力得知了山謬的詭計。
- 艾米爾·丹寇（英文名：Emile Danko，由傑立可·伊凡聶克（英语：Željko Ivanek）飾演）

化名「獵人」，政府高級特工，是第4章中奈森捕捉異能者部隊的指揮官。對異能者十分反感，認為他們是恐怖份子。在195號班機墜毀後，下令對脫逃的異能者格殺勿論。先后与塞勒和諾亞有过亦敌亦友的关系。無異能。
- 艾瑪·庫利奇（英文名：Emma Coolidge，由狄恩妮·布雷（英语：Deanne Bray）飾演）

醫院檔案書記，彼得的醫院同事。她聽不到聲音，所以用手語和讀唇來溝通。能力是共感覺，即以看到聲波以顏色出現。在廣的指導下，學懂接受和享受自己的能力。山謬后告诉艾瑪，她的能力是用情緒譜出樂曲，可以如海妖塞壬一樣用声音吸引他人。
- 莫妮卡·唐森(香港为杜蒙妮)（英文名：Monica Dawson，由達娜·達維斯（英语：Dana Davis）飾演）

是彌迦的堂姐，快餐店招待，擁有肌肉仿動記憶的能力，能模仿任何人的動作。
- 克勞德·瑞恩(香港为榮高迪)（英文名：Claude Rains，由克里斯多福·艾克斯頓飾演，配音：香港朱子聰）

此為化名，正名不詳。前公司特工、班奈特前拍檔，能隱形，曾教导过彼得如何自由控制超能力。
- 伊登·麥肯（英文名：Eden McCain，由諾拉·澤荷特勒飾演，配音：香港梁少霞）

原名莎拉·艾莉絲(香港为魏莎拉)（Sarah Ellis），前公司特工。能說服別人，以說話強制控制別人大腦從而命令他人。
- 艾瑞克·湯普森（英文名：Eric Thompson）

公司的高層、教練和特工。曾手下留情放过克莱尔的生母。無異能。
- 福林特·高登（英文名：Flint Gordon）

是美樂蒂的弟弟，能力是產生藍色的火焰，有犯罪倾向。逃出“Level 5”後又與諾克斯等人组团打劫銀行。後被亚瑟招募，成為派恩赫斯特公司特工。
- 諾克斯（英文名：Knox，由傑米·海克特（英语：Jamie Hector）飾演）

眾罪犯的領袖，能力是可以感覺到身邊的人的恐懼，並轉換成自己的力氣。打劫銀行後，成為派恩赫斯特公司特工。
- 傑西·墨菲（英文名：Jesse Murphy，由法蘭西斯·卡普拉（英语：Francis Capra）飾演）

坏人，能力是聲音操縱，可從口中發出能量與音波超大的聲音，可以把物件彈開。
- 艾力克·杜爾（英文名：Eric Doyle）

牽線木偶師。其能力是可以像控制木偶一样控制他人的活動。
- 泰德·史普萊格（英文名：Ted Sprague，由馬休·約翰·阿姆斯壯（英语：Matthew John Armstrong），配音：香港李錦綸）

能發出強烈輻射以至引發核爆。曾被公司綁架，且其妻子曾因為他的辐射能力而患癌症。闖入了班奈特家後，與麥特、諾亞和漢娜一同出發摧毀公司的追蹤系統。
- 漢娜·蓋托曼（英文名：Hana Gitelman）

可以從腦中截取、產生、接收及發放大氣中的電子訊號。於第1季第16集與泰德聯絡，於漫畫《The Death of Hana Gitelman》登上太空，並試圖利用異能控制公司的衛星自毀，但不成反被電腦病毒感染。
- 伊萊（英文名：Eli）

嘉年華成員，愛山謬的助手，能夠無限分身。曾為山謬搶得公司的資料。
- 查爾斯·迪威奧克斯（英文名：Charles Deveaux）

西蒙(香港为秀雯)之父，是照片中12位上一代異能人的其中之一，異能為思想控制、進入「夢」中。彼得作為臨終護士時曾照顧他，於第1季病死。是少數逃過考約特桑營地灾难的人之一。死後曾現身在彼得夢中。
- 西蒙·迪威奧克斯(香港为狄秀雯)（英文名：Simone Deveaux，由桃妮·賽普瑞斯（英语：Tawny Cypress）飾演，配音：香港陳凱婷）

經營一家畫廊，曾與艾席克戀愛，後因艾席克吸毒與其分手，亦成為過彼得的女朋友。估計無異能。
- 貝琪·泰勒（英文名：Becky Taylor，由蒂莎·湯普森（英语：Tessa Thompson）飾演）

嘉年華成員，能夠隱形，與克萊爾就讀同一所大學。她受山謬命令，用盡方法孤立克萊爾，甚至不惜殺人。因為其父被諾亞殺害，因此十分痛恨班奈特兩父女。

## 设定

### 劇中特別地點、組織及事物
- 公司（The Company、Primatech）

在不同地點都有設施，主要位於德州奧德薩、紐約州的紐約市和哈斯戴爾。公司是秘密組織，並有不少子公司。原意是保護異能者不被公眾或政府得知，並避免重覆過往異能者被屠殺的歷史重演。於第一季第一集已出現。第一所子公司於1962年由4名異能者建立，主公司由12名異能者於1977年創立。已知的領袖包括丹尼爾·林德曼、鮑勃·畢肖普和安吉拉·佩特里。有不少特工，包括異能者或普通人，拍檔出勤時常以一個異能者、一個普通人組成。公司傾向以普通人作為中層管理人員，如諾亞、湯普森(Thompson)等人。在第3季后期，公司總部被焚毀，公司亦停止運作。奈森死後，公司在美國政府的支持下重新運作。
公司並進行發現及追蹤異能者的調查。公司曾有兩個系統來追蹤異能者。第1個是用空氣注射器標記異能者後，用衛星追蹤他們的位置，但現時這個系統已經失效，因為衛星已被摧毀。第2個是茉莉·沃克，她有千里眼的能力，可以追蹤到所有人，除了穆利·帕克曼以外。公司曾經研製了很多重要事物，包括可以消滅地球表面93%人類的變種“香緹”病毒、能給予普通人異能的方程式和抑止異能的藥片。根據鮑勃的說法，公司曾經暗中拯救了世人很多次。
公司在第1季及以前策劃了毀滅紐約市、佈置奈森作美國總統的計劃。公司亦派出了特工諾亞、伊登(意彤)，奪取錢達的研究資料及監視莫辛德，並追查連環異能者殺手塞勒。第1季計劃失敗後，鮑勃接手公司，亞當同時逃出公司的監獄，向公司創始人報復，並試圖釋放變種的香緹病毒來消滅人類。公司另外派人救回塞勒，試圖操縱他為公司服務，但反被他逃脫。第3季中公司遇襲，“第五級(Level 5)”監獄的異能者重犯逃脫。另外亦抵抗以亞瑟為首的派恩赫斯特公司，阻止派恩赫斯特令全世界人类變成異能者。
- 派恩赫斯特

總部位於新澤西州的李堡。屬於秘密組織，表面上是一所生物科技公司，暗中進行異能者研究。由亞瑟·佩特里所建立。意圖把利用方程式令全世界的人都獲得異能。招攬了一些異能者作為打手，包括了第五級的異能者重犯。於第3季第4集的未來中正式首次出現。
- 反叛者（英文名：Rebel）

由阿比蓋爾(Abigail)（擁有控制力場的能力）、彌迦、史派蘿·蕾赫斯(Sparrow Redhouse)（擁有大地控制的能力）和威斯特組成。在第3季後半輯及漫畫中有出現。目的是提醒異能者逃跑及鼓勵他們進行反抗政府的追捕。

## 制作

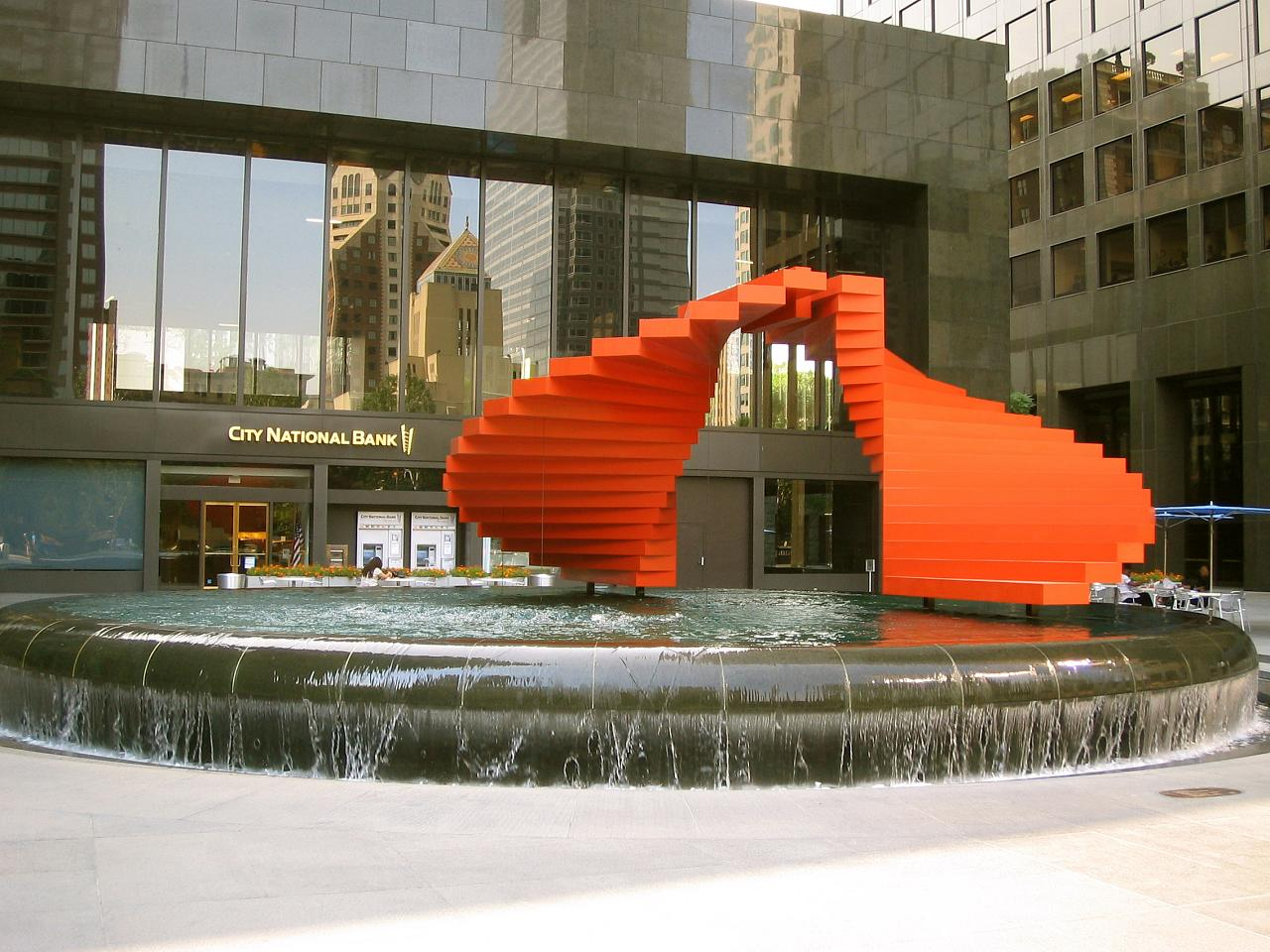
第1季季末的正邪决战地点发生于位于纽约的“克比广场”(Kirby Plaza)。这是一个虚构的地点，场景实际拍摄于洛杉矶市中心的“拱形广场”(Arco Plaza)。

在第1集播出時，編劇蒂姆·克林就曾說過：「我們已經討論到第5季的劇情發展了。」當此劇在美國首播時，是在18–49歲的人群中，夜間收視率最高的劇集，大約有1,430萬名觀眾收看此劇，創下了NBC近五年來收視之最。在2006年10月6日，NBC宣佈《Heroes》的第1季已全部拍攝完畢。
第2季於2007年9月24日於美國NBC電視台首播。由於2007-08年美國編劇協會大罷工，第2季被縮短至11集（而通常為23集左右），於同年12月3日播畢。第3季的第3章於2008年9月12日播出，第4章於翌年2月2日播出，並於同年4月27日播畢。第4季於2009年9月21日開始播出，2010年2月8日播畢。
NBC 於2010年5月14日宣佈，由於製作成本過高、收視下降及增加其他劇集的製作預算，正式取消《Heroes》一劇。然而，劇集製作人蒂姆·克林向劇迷表示，現正尋求另一些途徑以終結故事線，例如是製作迷你劇或電視電影。

## 播映情況
《Heroes》在以下地區播出：
| 國家或地區                                                                            | 播出頻道/電視台               | 首播時間                           | 每週播出時間                                 |
| ------------------------------------------------------------------------------------- | ----------------------------- | ---------------------------------- | -------------------------------------------- |
| 亞洲 - 香港 - 日本 - 馬來西亞 - 馬爾代夫 - 巴基斯坦 - 新加坡 - 斯里蘭卡 - 台灣 - 泰國 | Star World                    | 2007年1月31日                      | 週三晚9:00                                   |
| 阿根廷                                                                                | Universal Channel             | 2007年3月9日                       | 週五晚9:00                                   |
| 澳大利亞                                                                              | Channel Seven                 | 2007年2月                          | 週四晚9:30                                   |
| 比利時                                                                                | VT4                           | 2007年                             | 未知                                         |
| 巴西                                                                                  | Rede Record Universal Channel | 2007年3月2日                       | 週五晚11:00                                  |
| 加拿大                                                                                | Global Television Network     | 2006年9月25日                      | 週一晚9:00                                   |
| 智利                                                                                  | Universal Channel             | 2007年3月                          | 未知                                         |
| 法國                                                                                  | TF1                           | 2007年                             | 週六晚8:50                                   |
| 德国                                                                                  | RTL Television                | 2007年                             | 未知                                         |
| 匈牙利                                                                                | TV2                           | 2007年                             | 未知                                         |
| 香港                                                                                  | 無線明珠台                      | 2007年8月7日                       | 週二晚10:35                                  |
| 香港                                                                                  | FOX                           | 2015年                             |                                              |
| 日本                                                                                  | Super!drama TV                | 2007年9月29日                      | 週六晚9:00                                   |
| 冰島                                                                                  | Skjár 1                       | 2007年1月                          | 未知                                         |
| 印度                                                                                  | Star World                    | 2007年1月24日                      | 週三晚9:00                                   |
| 印尼                                                                                  | Star World on Astro           | 2007年1月31日                      | 週三晚8:00                                   |
| 以色列                                                                                | YES Stars                     | 2007年                             | 未知                                         |
| 意大利                                                                                | Mediaset                      | 2007年                             | 未知                                         |
| 馬來西亞                                                                              | TV3                           | 2007年1月31日                      | 週三晚9:00                                   |
| 墨西哥                                                                                | Universal Channel             | 2007年3月9日                       | 週五晚9:00                                   |
| 新西兰                                                                                | TV3                           | 2007年1月15日                      | 週三晚8:30                                   |
| 葡萄牙                                                                                | TVI                           | 2007年                             | 未知                                         |
| 新加坡                                                                                | Channel 5                     | 2007年                             | 未知                                         |
| 西班牙                                                                                | Sci Fi                        | 2007年2月1日                       | 未知                                         |
| 瑞典                                                                                  | Canal+ TV4                    | 2007年2月7日 (Canal+) 2007年 (TV4) | 未知                                         |
| 土耳其                                                                                | CNBC-e                        | 2007年                             | 未知                                         |
| 英國                                                                                  | BBC Two Sci Fi Channel        | 2007年2月19日                      | 週一晚10:00                                  |
| 美國                                                                                  | NBC Sci-Fi Channel            | 2006年9月25日                      | 週一晚9:00 (NBC) 週五晚7:00 (Sci-Fi Channel) |
| 美國軍方及海外                                                                        | AFN-Prime                     | 2007年1月2日                       | 週二晚7:00                                   |
| 委內瑞拉                                                                              | Universal Channel             | 2007年3月                          | 未知                                         |
| 台灣                                                                                  | AXN                           | 2011年10月22日                     | 週六、週日12:00 AM                           |
| 台灣                                                                                  | FOX                           | 2015年                             |                                              |
| 中國大陸                                                                              | Doxtv                         | 2011年                             | 周二至周五晚10:30                            |

## 收視率
英雄在美國收視率如下：
| 季度 | 時間(東岸)     | 首播          | 結束          | 年度      | 美國觀眾 (百萬) | 美國現場及DVR 觀眾(百萬) | 英國觀眾 (BBC2) |
| ---- | -------------- | ------------- | ------------- | --------- | --------------- | ------------------------ | --------------- |
| 1    | 星期日下午九時 | 2006年9月25日 | 2007年5月21日 | 2006–2007 | 13.86           | 14.30                    | 3.91            |
| 2    | 星期日下午九時 | 2007年9月24日 | 2007年12月3日 | 2007–2008 | 11.46           | 13.10                    | 3.81            |
| 3    | 星期日下午九時 | 2008年9月22日 | 2009年4月27日 | 2008–2009 | 7.61            | 9.27                     | 3.26            |
| 4    | 星期日下午八時 | 2009年9月21日 | 2010年2月8日  | 2009–2010 | 6.54            | TBD                      | TBD             |

## Emerson法律訴訟
2006年10月2日，NBC所有者通用電氣的競爭對手艾默生電氣公司在聯邦法院對NBC提出訴訟。該訴訟是針對劇第一集中的場景：克萊爾·班奈特為了抓住一枚戒指，把手伸進開動標有「In-Sink-Erator」商標的垃圾處理器，並在此過程中嚴重受傷。In-Sink-Erator公司是艾默生電器的子公司。艾默生電器稱這一場景暗示「如果消費者意外把手伸進該裝置」將會受到嚴重的傷害，並因而「無可挽回的敗壞了產品的名譽」。
艾默生電器要求判決禁止將來播出該集影片。同時試圖禁止NBC以後使用任何艾默生商標。這次起訴在2007年2月23日被撤銷。NBC環球與艾默生電器同意在庭外和解。引起訴訟的這集影片在iTunes Store短暫的失蹤後，剪輯過的版本很快恢復了提供下載。

## 評論
《Heroes》開播不久便獲得好評及多項獎項，包括榮獲美國電視台Spike TV主辦的2007年度尖叫頒獎禮〈Scream Awards〉最佳電視劇集獎、最突破演出（希丹彭尼蒂亞）。但第二季集數減少而內容冗長，收到觀眾批評，第三季收視率持續下跌。
此劇參考了美國超級英雄類漫畫的風格，也有人質疑它與那些故事雷同（特別是與X戰警，而其第一季內容也和美國漫畫Watchmen出現雷同，而引起網路上討論）。英雄劇組已對此回應「一開始可能有這樣的懷疑，但看下去就會明白我們在做什麼」。

## 影响
- 本剧第一季的台词“拯救啦啦队长，拯救世界。”曾流行一时，并遭到2008年美国喜剧电影《这不是斯巴达》恶搞。

## 外部連結
- Heroes on NBC （页面存档备份，存于） - Heroes TV Show on NBC: NBC Official Site
- 9th Wonders - Semi-official site from Heroes creator Tim Kring
- NBC's Heroes MySpace （页面存档备份，存于） - Official MySpace Site
- 互联网电影数据库（IMDb）上《英雄》的资料（英文）